# Yu Xu
Yu Xu (xinès simplificat: 余旭, pinyin: Yú Xù; Chengdu, Sichuan, març de 1986 - 12 de novembre de 2016) va ser una pilot xinesa que va exercir de cap d'esquadra de vol a l'equip acrobàtic 1 d'agost de la Força Aèria de l'Exèrcit Popular d'Alliberament.
Yu va entrar a l'exèrcit com a estudiant a la PLA Air Force Aviation University el 2005 i es va graduar el 2009. Setze dones (inclosa Yu) es graduaren aquell any, cosa que la va convertir en una de les primeres dones autoritzades a fer volar avions de combat.
Yu es va unir a la Força Aèria de l'Exèrcit Popular d'Alliberament el setembre de 2005. Yu va aparèixer amb la resta de dones pilot a la Gala de Cap d'Any de la CCTV del 2010, el principal esdeveniment televisiu del país. El 2012, va obtenir la certificació de volar el Chengdu J-10, avió de reacció monomotor.
Yu va morir durant una sessió d'entrenament acrobàtic el 12 de novembre de 2016 després de ser atropellada per un altre avió mentre s'ejectava del J-10. Una de les versions diu que no va poder expulsar a temps del seu avió abans que impactés amb el terra. Les seues cendres van ser portades al centre esportiu de Chongzhou per a una commemoració pública: 360.000 persones de tot el país van assistir-hi. Les cendres la pilot van ser retornades a la seua ciutat natal, Chongzhou, a la província sud-oest de Sichuan, i col·locades en un cementiri de màrtirs revolucionaris.